# Koksa
La Koksa (en russe : Кокса) est une rivière de Russie, qui coule en république de l'Altaï (Sibérie occidentale). C'est un affluent de la rivière Katoun en rive gauche, donc un sous-affluent de l'Ob. 

## Géographie
Son bassin versant a une superficie de 5 600 km2. 
La Koksa est un cours d'eau de haute montagne. Elle prend sa source dans la région des hauts sommets occidentaux du massif de l'Altaï, tout près de la frontière avec le Kazakhstan, à une cinquantaine de kilomètres au nord-est de la ville kazakhe de Leninogor. Dès sa naissance, elle se dirige vers l'est-sud-est, direction qu'elle maintient tout au long de son parcours de plus ou moins 150 kilomètres. Elle finit par se jeter dans le Katoun en rive gauche, au niveau de la petite localité d'Oust-Koksa (à une altitude de 957 mètres).

## Hydrométrie - Les débits mensuels à Oust-Koksa
Le débit de la rivière a été observé pendant 51 ans (durant la période 1945-2000) à la station hydrométrique d'Oust-Koksa, située à 2 kilomètres en amont de son confluent avec le Katoun. 
Le débit inter annuel moyen ou module observé à Oust-Koksa sur cette période était de 84,5 m3/s pour une surface drainée de 5 600 km², soit la totalité du bassin versant de la rivière. La lame d'eau écoulée dans ce bassin versant se monte ainsi à 476 millimètres par an, ce qui peut être considéré comme très élevé.
Rivière de haute montagne, alimentée en grande partie par la fonte des neiges et des glaciers des hautes montagnes de l'Altaï, la Koksa est un cours d'eau de régime nivo-glaciaire qui présente globalement deux saisons. 
Les hautes eaux se déroulent du printemps jusqu'à la fin de l'automne, du mois de mai au mois d'octobre. Le pic du débit a lieu en mai et juin et correspond à la fonte massive des neiges et des glaces des sommets de son bassin. Tout au long de l'été, le débit baisse progressivement tout en se maintenant assez élevé.
Dès le mois de novembre, le débit de la rivière baisse rapidement, ce qui mène à la période des basses eaux. Celle-ci a lieu de décembre à mars inclus. 
Le débit moyen mensuel observé en février (minimum d'étiage) est de 14,7 m3/s, soit 6 % du débit moyen du mois de mai (242 m3/s), ce qui souligne l'amplitude des variations saisonnières. Sur la durée d'observation de 51 ans, le débit mensuel minimal a été de 3,43 m3/s en février 1982, tandis que le débit mensuel maximal s'élevait à 411 m3/s en juin 1954.
En considérant la seule période estivale, libre de glaces (de mai à octobre inclus), le débit mensuel minimal observé a été de 23,1 m3/s en septembre 1951, ce qui restait très confortable.

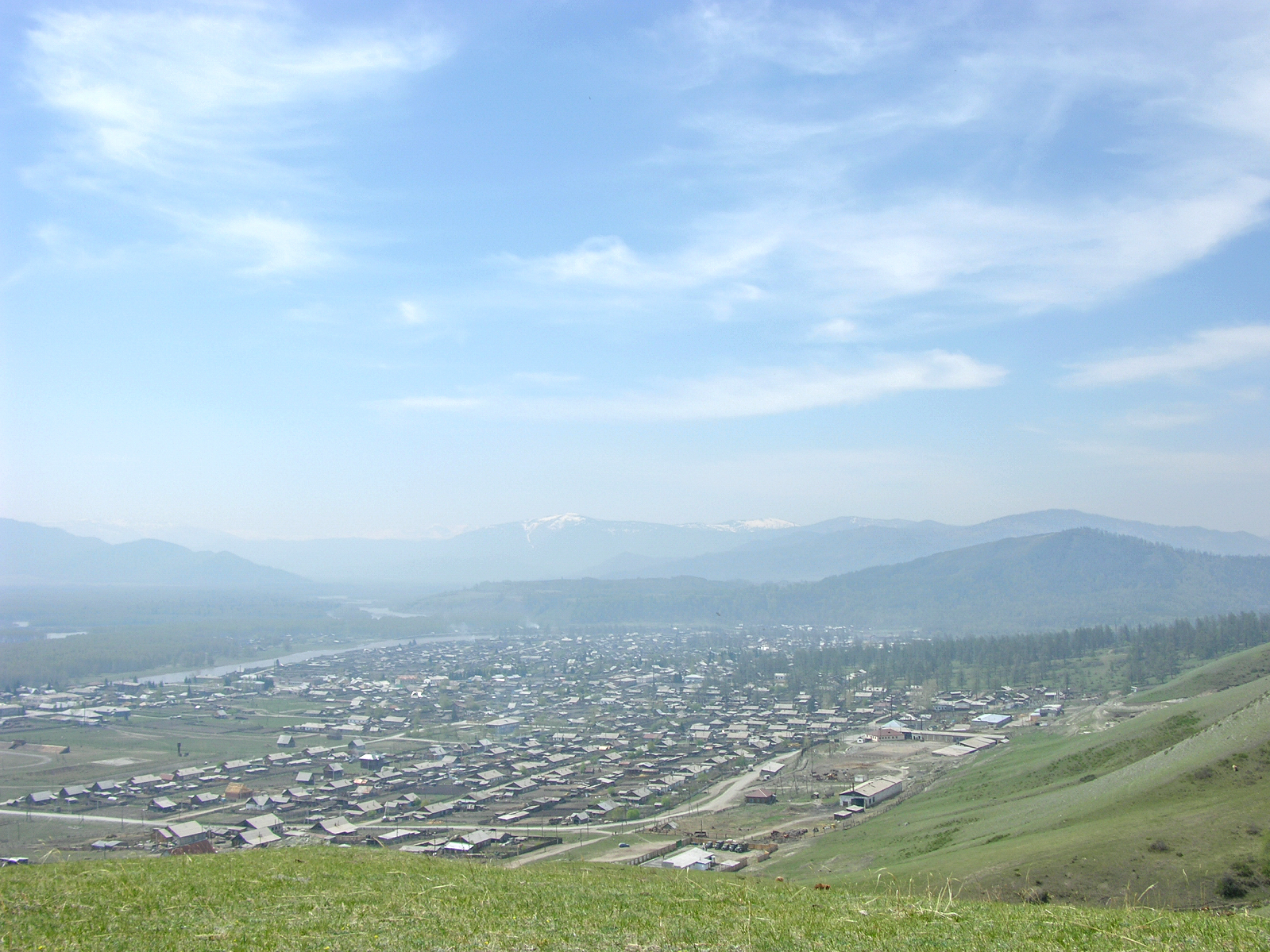
Vue d'Oust-Koksa